# Haploditha chamberlinorum
Haploditha chamberlinorum es una especie de arácnido del orden Pseudoscorpionida de la familia Tridenchthoniidae.

## Distribución geográfica
Se encuentra en Venezuela.